# Waverly (Nebraska)
Waverly és una població dels Estats Units a l'estat de Nebraska. Segons el cens del 2000 tenia 2.448 habitants.

## Demografia
Segons el cens del 2000, Waverly tenia 2.448 habitants, 838 habitatges, i 670 famílies. La densitat de població era de 1.016,3 habitants per km².
Dels 838 habitatges en un 47,7% hi vivien nens de menys de 18 anys, en un 67,9% hi vivien parelles casades, en un 8,9% dones solteres, i en un 20% no eren unitats familiars. En el 17,5% dels habitatges hi vivien persones soles el 7,4% de les quals corresponia a persones de 65 anys o més que vivien soles. El nombre mitjà de persones vivint en cada habitatge era de 2,86 i el nombre mitjà de persones que vivien en cada família era de 3,26.
Per edats la població es repartia de la següent manera: un 32,6% tenia menys de 18 anys, un 7,2% entre 18 i 24, un 31,9% entre 25 i 44, un 19,2% de 45 a 60 i un 9,2% 65 anys o més.
L'edat mediana era de 32 anys. Per cada 100 dones de 18 o més anys hi havia 91,1 homes.
La renda mediana per habitatge era de 52.454 $ i la renda mediana per família de 56.875 $. Els homes tenien una renda mediana de 36.960 $ mentre que les dones 25.938 $. La renda per capita de la població era de 18.009 $. Aproximadament el 3,2% de les famílies i el 3,1% de la població estaven per davall del llindar de pobresa.

## Poblacions més properes
El següent diagrama mostra les poblacions més properes.